# Bijan Namdar Zangeneh
Bijan Namdar Zangeneh (in persiano بیژن نامدار زنگنه‎) (Kermanshah, giugno 1951) è un politico iraniano, Ministro del petrolio dal 2013 al 2021.

## Biografia
Zangeneh nacque nel giugno del 1951 nella città di Kermanshah. Frequentò l'università di Teheran dal 1971 e completò il suo master in ingegneria della ricostruzione nel 1975. Fu poi impiegato come membro del corpo scientifico presso la Khwaja Nasiruddin Toosi University of Technology.